# Weegpunt

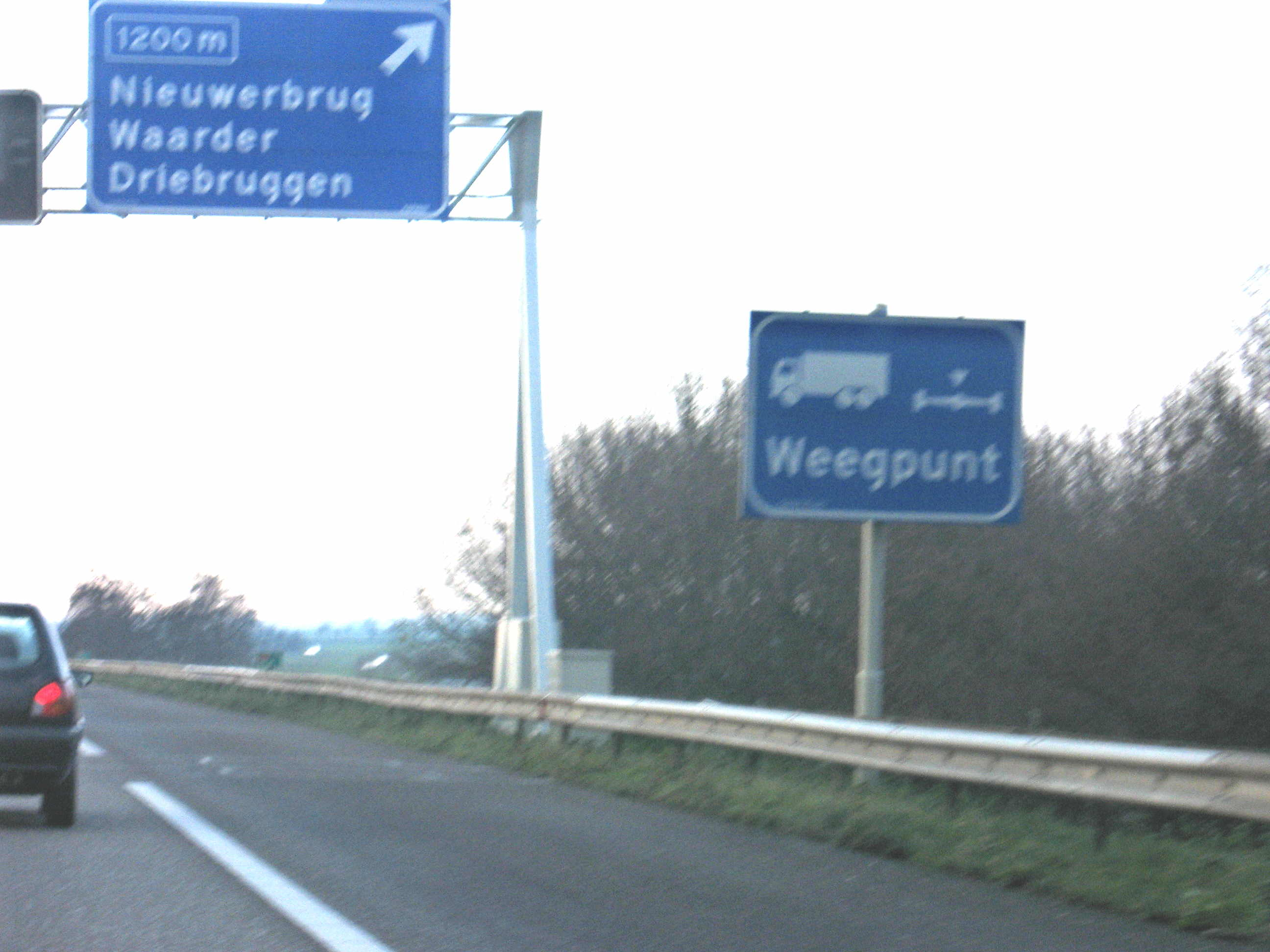
Weegpunt op de A12

Een weegpunt is een locatie waar (al dan niet geautomatiseerd) het gewicht van een wegvoertuig wordt gemeten.

## België
In België wordt door het Agentschap Wegen en Verkeer sinds 2010 op autosnelwegen het principe Weigh-in-Motion (WIM) gebruikt, dit zijn dynamische aslastmeetsystemen, in combinatie met camera’s die kentekens herkennen. De gegevens kunnen naar een centraal controleplaats gestuurd worden voor verbalisatie of naar een mobiele controlepost van de wegenpolitie.
De weegpunten zijn een instrument bij het terugdringen van overbeladen vrachtwagens. Naar schatting rijdt ongeveer 10% van de vrachtwagens op de Belgische wegen met één of meerdere asbelasting hoger dan wettelijk is toegestaan, of waarvan het totaalgewicht te hoog is.
Het weegpunt is zichtbaar voor de weggebruikers door de geplaatste aslastsensoren in het asfalt. Het Agentschap Wegen en Verkeer heeft gekozen voor piëzosensoren van kwarts. Wanneer een wiel een sensor passeert wordt druk uitgeoefend op de sensor, dit resulteert in een elektrisch signaal die als maat wordt gebruikt voor de gemeten wieldruk.
Naast de aslastsensoren zijn inductielussen aangebracht waardoor de rijsnelheid, voertuiglengte en het voertuigtype kan worden geregistreerd.

### Actieve meetpunten
| Wegbenaming | Plaats                                                          | richting             | Installatie    | Status                       |
| ----------- | --------------------------------------------------------------- | -------------------- | -------------- | ---------------------------- |
| E313        | Ranst                                                           |                      | 2007           | non-actief - proefopstelling |
| E40         | Brugge 86,41                                                    | richting Oostende    | september 2010 | Actief                       |
| E40         | Erpe-Mere kilometerpunt 22,83                                   | richting Gent        | 2010           | Actief                       |
| N16         | Puurs 23,15                                                     | richting Scheldebrug | 2010           | Actief                       |
| E17         | Kruishoutem km 30,6; na afrit 7(Deinze) en voor 6 (Kruishoutem) | richting Kortrijk    | mei 2011       | Actief                       |
| E17         | Waregem                                                         | richting Gent        | maart 2012     | Actief                       |
| E40         | Tienen                                                          |                      | 2011           | gepland en afgevoerd         |
| E313        | Geel, tussen afrit 23 (Geel) en 24 (Diest)                      | richting Hasselt     | 2011           |                              |
| E313        | Lummen, tussen verkeerswisselaar Lummen en afrit 26 (Beringen)  | richting Antwerpen   | 2011           |                              |

## Nederland
In Nederland wordt door Rijkswaterstaat sinds 2001 op autosnelwegen het principe Weigh-in-Motion (WIM) gebruikt, dit zijn dynamische aslastmeetsystemen, in combinatie met camera’s die kentekens herkennen. De informatie uit het meetsysteem wordt rechtstreeks naar de Inspectie Leefomgeving en Transport verstuurd die deze informatie gebruikt om notoire overtreders op te sporen.
De weegpunten zijn een instrument bij het terugdringen van overbeladen vrachtwagens. Naar schatting rijdt ongeveer 15% van de vrachtwagens op de Nederlandse wegen met één of meerdere asbelasting hoger dan wettelijk is toegestaan, of waarvan het totaalgewicht te hoog is. De gegevens uit de weegpunten worden gebruikt door de Inspectie Verkeer & Waterstaat en het KLPD.
Het weegpunt is zichtbaar voor de weggebruikers door de geplaatste aslastsensoren in het asfalt. Rijkswaterstaat heeft gekozen voor piëzosensoren van kwarts. Wanneer een wiel een sensor passeert wordt druk uitgeoefend op de sensor, dit resulteert in een elektrisch signaal dat als maat wordt gebruikt voor de gemeten wieldruk. Naast de aslastsensoren zijn detectielussen aangebracht waardoor de rijsnelheid, voertuiglengte en het voertuigtype (vrachtwagen met aanhanger, trekker met oplegger) kan worden geregistreerd op basis van de gemeten aantal assen en de asafstanden. Het is namelijk mogelijk het systeem te kalibreren op basis van de massa van een trekker zonder trailer.

### WIM-netwerk

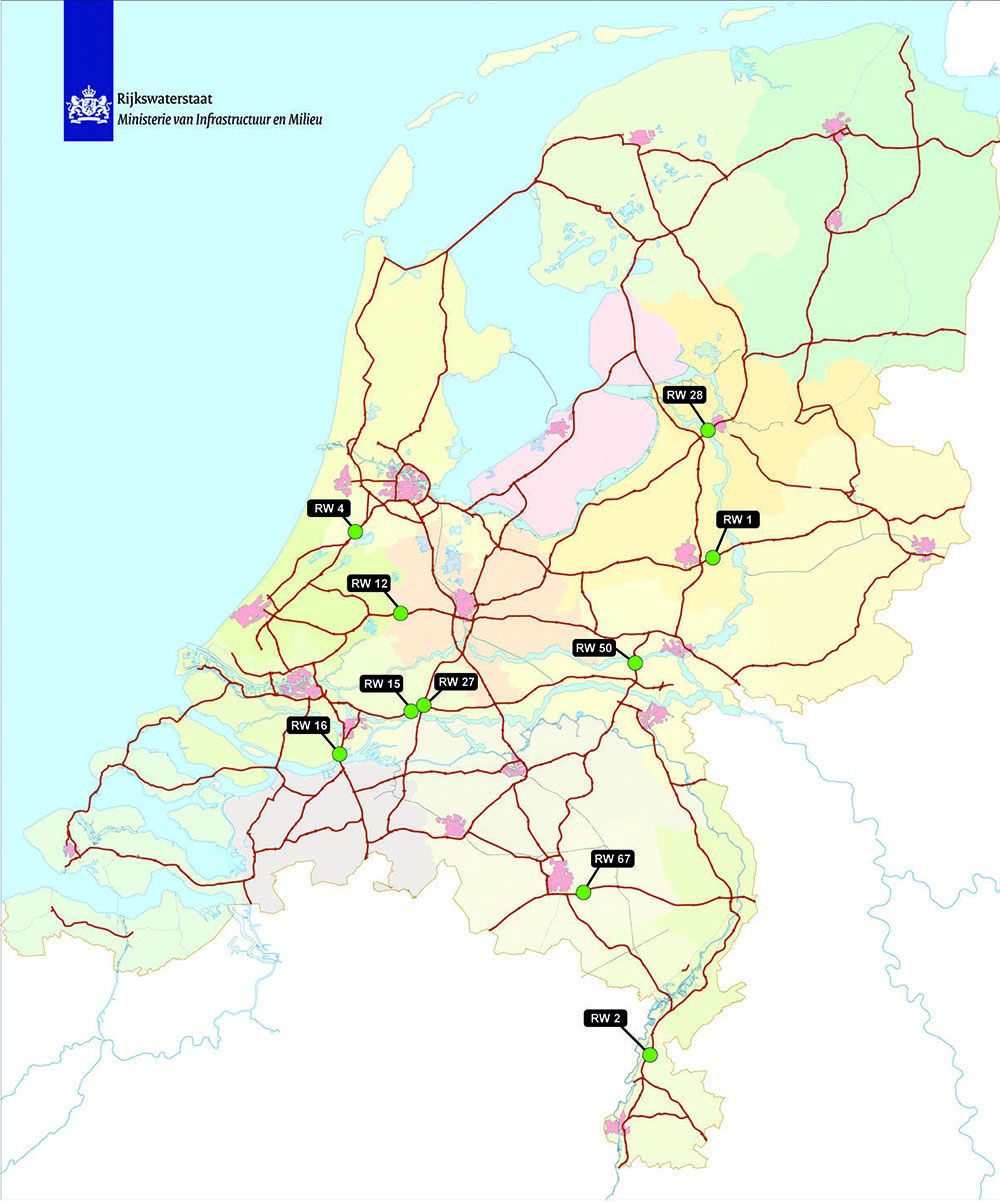
Het weegpunten netwerk in 2013

Voor 2012 waren er op het Nederlandse Hoofdwegennet 8 meetpunten van Rijkswaterstaat, te weten op de A4, A12, A15 en A16, allen in beide richtingen. In 2012 zouden daar 12 nieuwe meetpunten bij komen zodat een landelijk dekkend meetinstrument ontstaat waarmee toezicht op het goederenvervoer over de weg mogelijk is. Deze nieuwe meetpunten zouden buiten de Randstad worden geïnstalleerd op de A1, A2, A27, A28, A50, en de A67.
Tussen 2015 en 2017 waren alle automatische weegpunten buiten bedrijf nadat bleek dat de sensoren niet naar behoren functioneerden. Volgens de beheerende bedrijven waren de systemen "aan het einde van hun levenscyclus".